# Damastbloem
Damastbloem (Hesperis matronalis) is een tweejarige plant die behoort tot de kruisbloemenfamilie (Brassicaceae). De plant komt van nature voor in Midden- en Zuid-Europa en in West- en Midden-Azië. Het aantal chromosomen is 2n= 14, 24 of 28.
De plant wordt 45 tot 90 cm hoog en heeft eironde tot lancetvormige bladeren. De bladeren hebben een getande tot gave bladrand. De plant is bezet met enkelvoudige en gegaffelde haren.
De damastbloem bloeit in België en Nederland van mei tot juli met welriekende, paarse of lila (zelden witte) bloemen. De kroonbladen zijn 1,5-2,5 cm lang. De bloeiwijze is een tros.
De 3-4 cm lange en 1,5 tot 2 mm brede, rolronde vruchten zijn lijnvormig. De zaden zijn ongeveer 3 mm groot.
De damastbloem komt vaak voor als verwilderde plant op halfbeschaduwde plaatsen.
De plant dient als waardplant voor verschillende soorten rupsen van dagvlinders, waaronder het oranjetipje, klein koolwitje en van motten zoals Plutella porrectella.

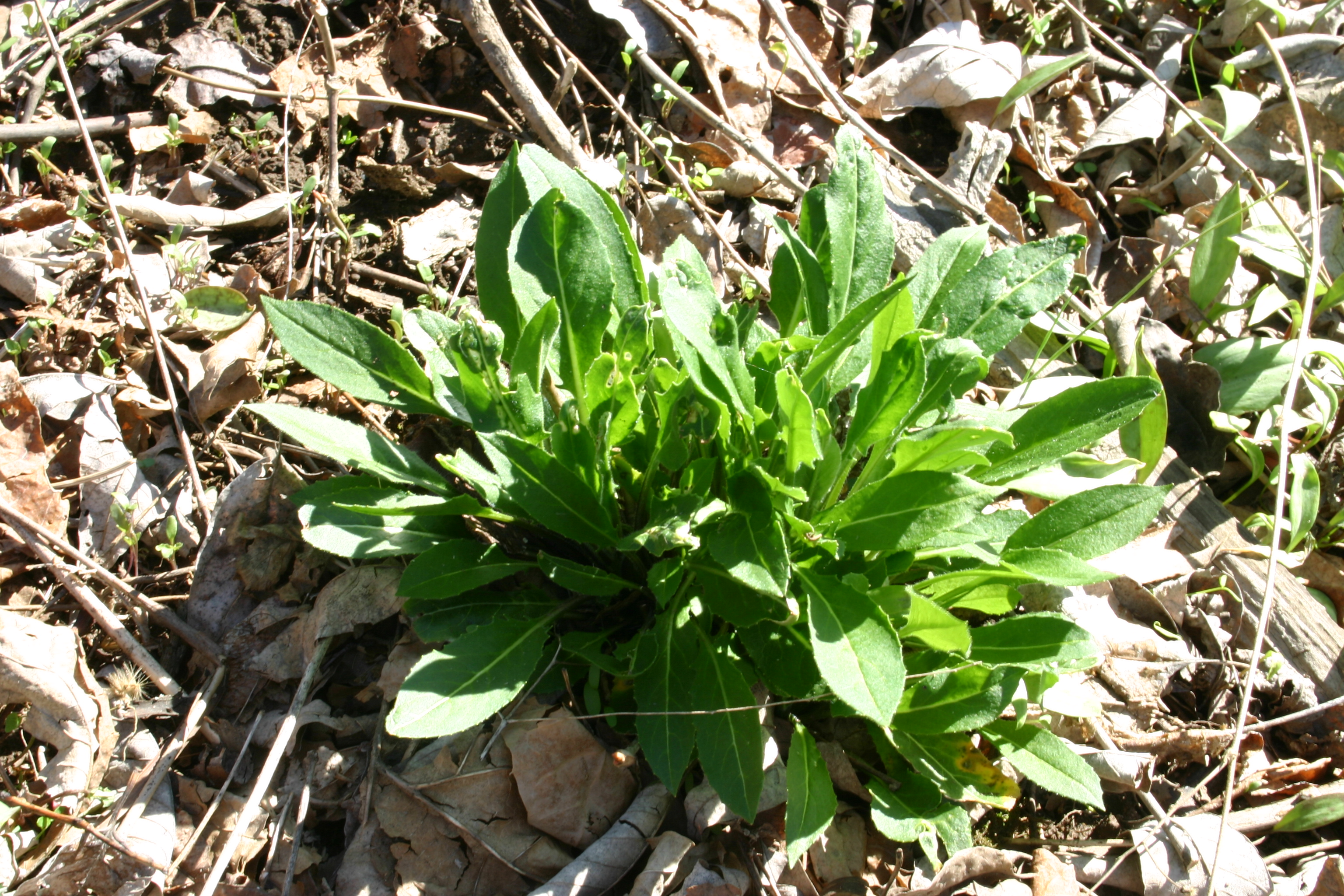
Plant
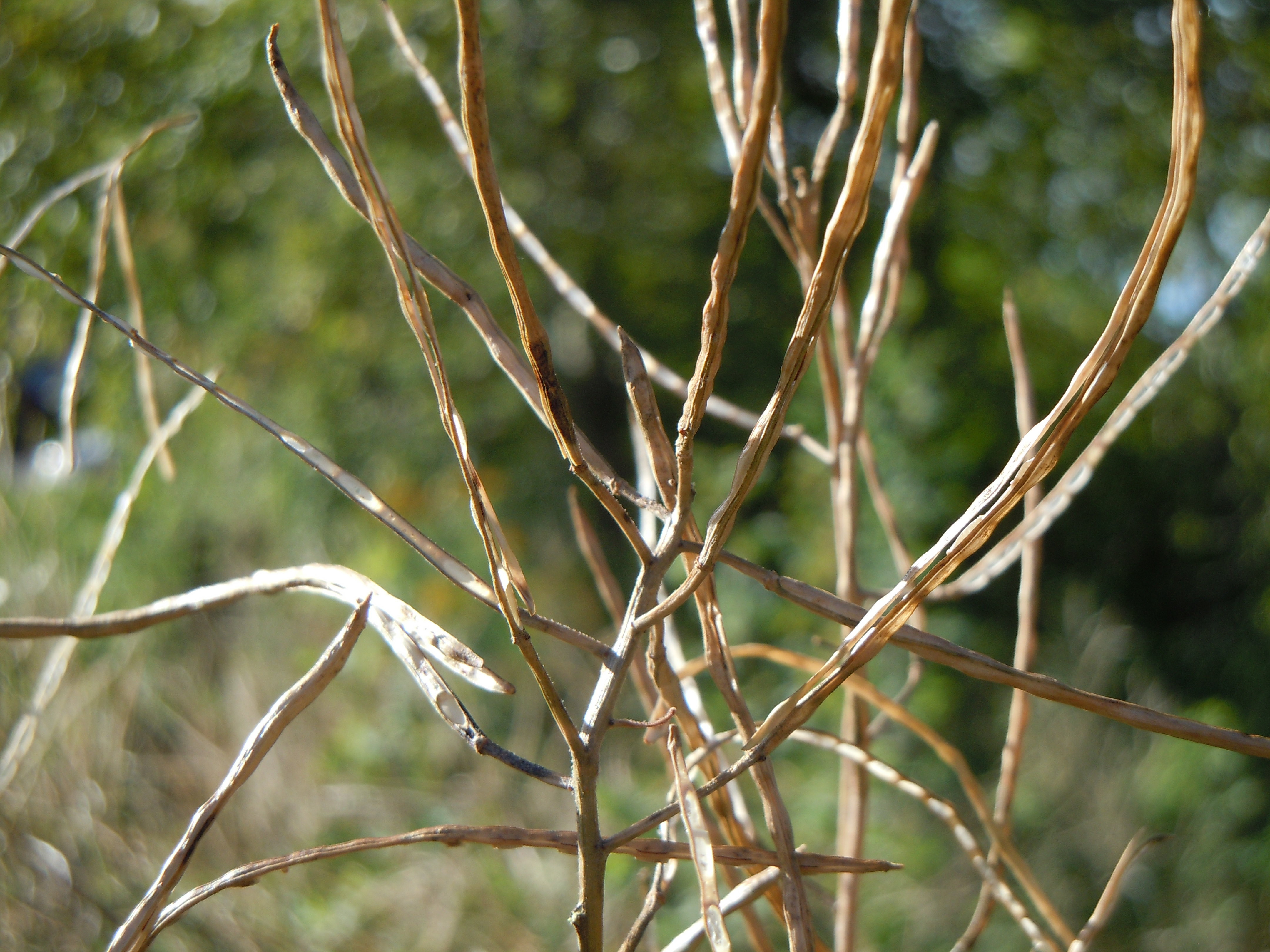
Hauwen
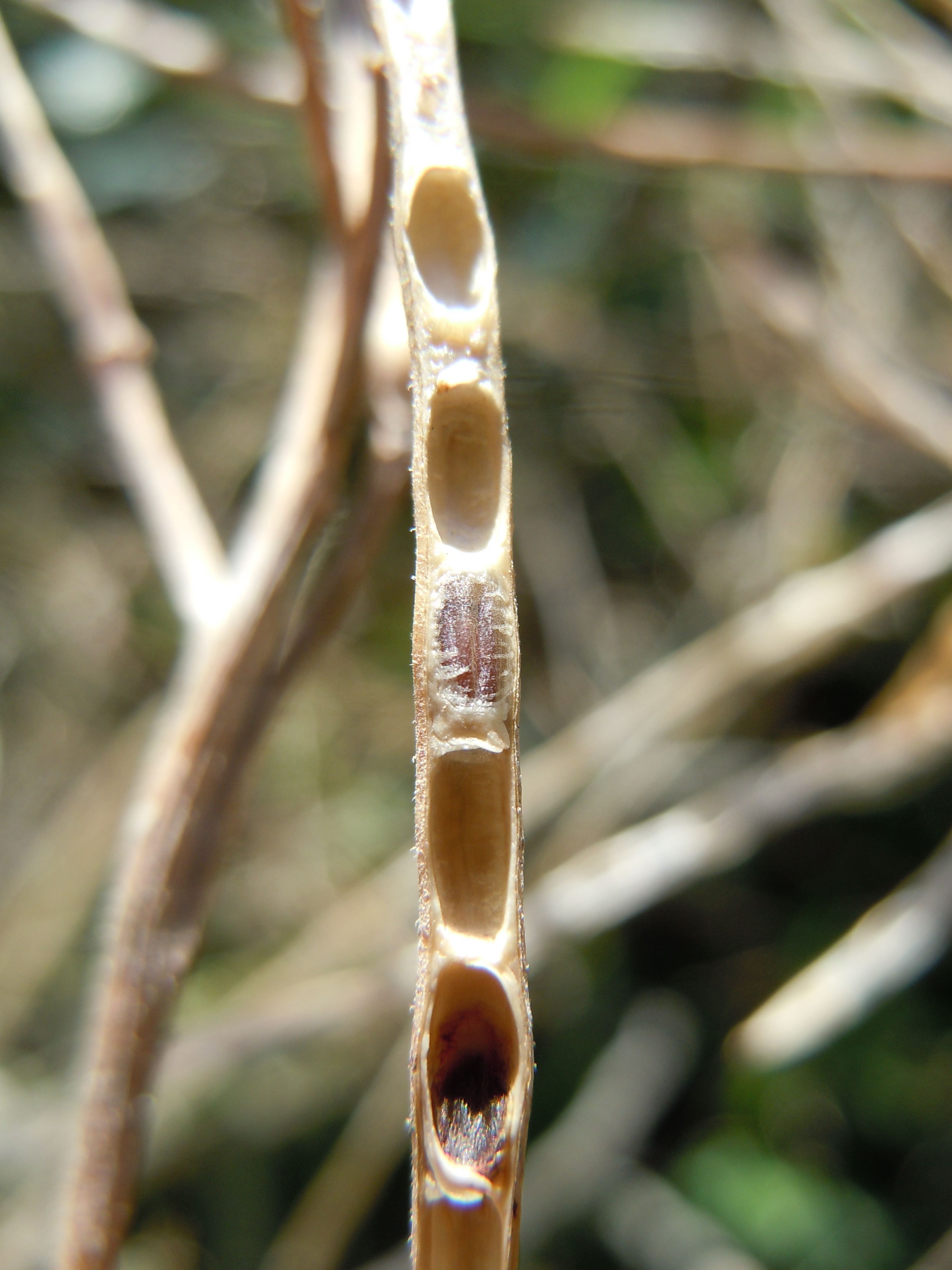
Hauw
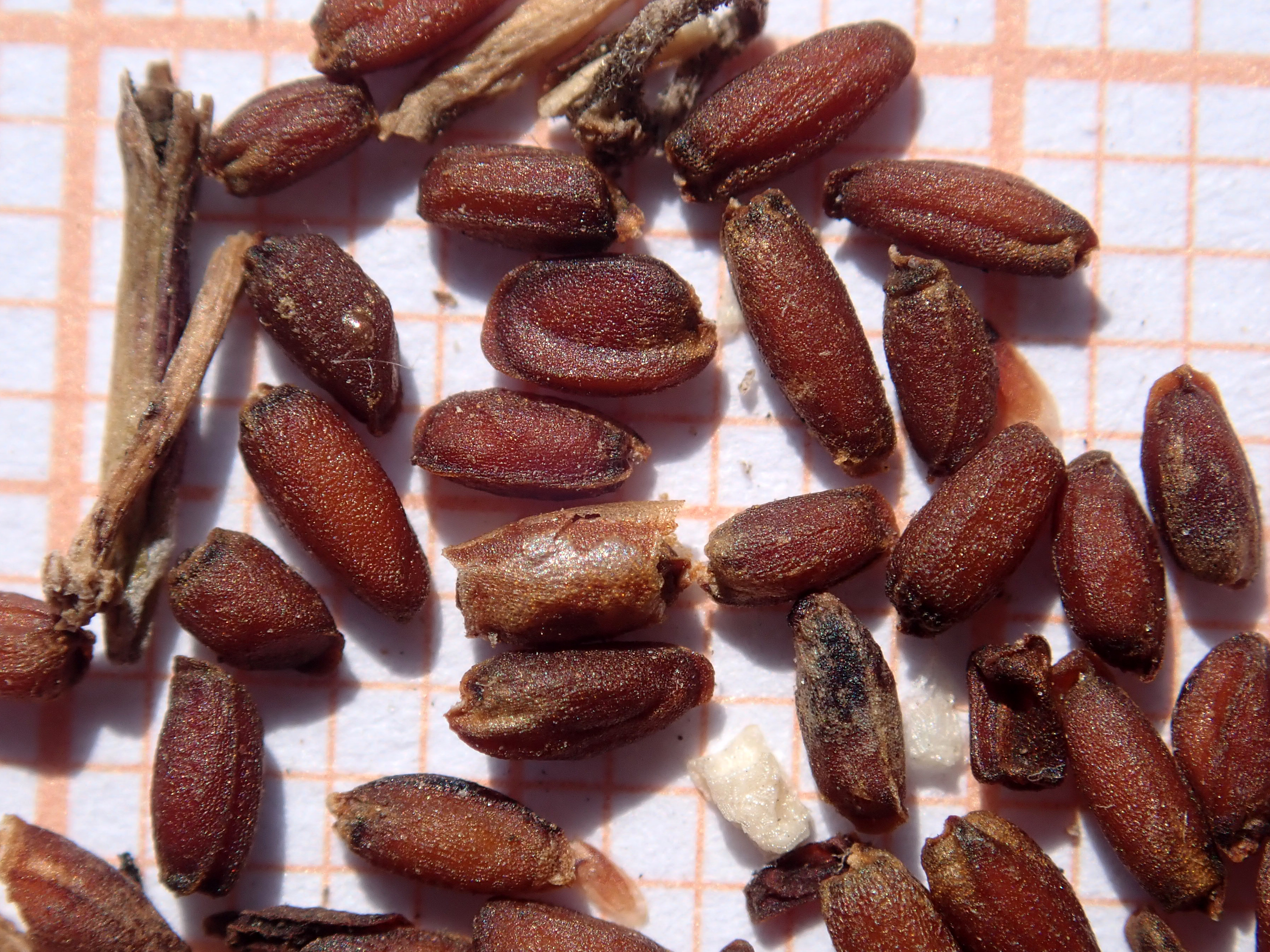
Zaden